# Sakae Ringyō

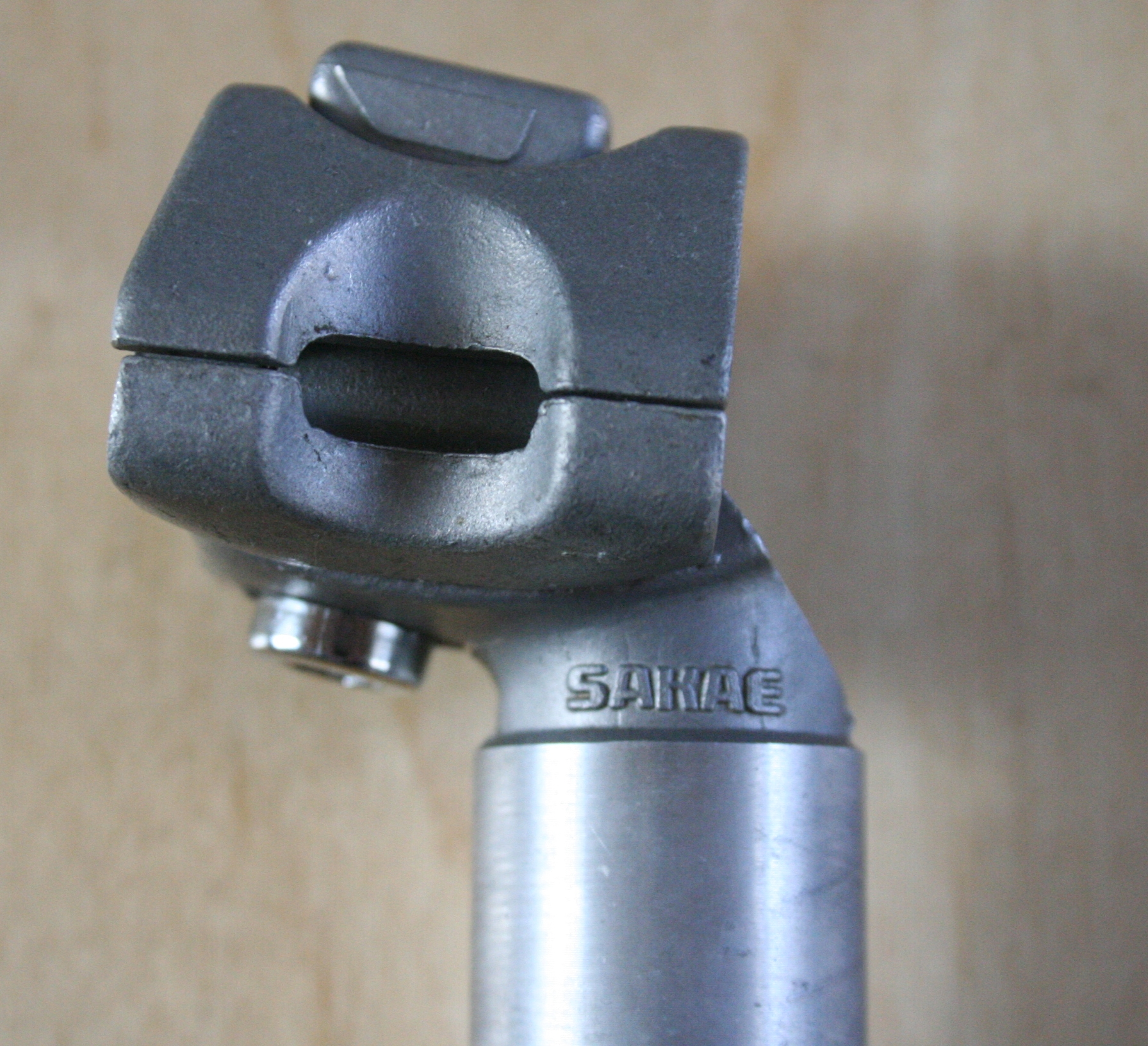
Sakae Sattelstütze, wie sie an japanischen Rädern verbaut war

Die Sakae Ringyō (jap. 栄輪業, wörtlich: „Radherstellung Sakae“, engl. Sakae Ringyo Ltd.) war ein japanischer Hersteller von Fahrradkomponenten.
Die Firma stellte Kurbeln, Vorbauten, Lenker und Steuer- und Tretlager her. In der Hochzeit des Rennradsports in den 70er und 80er Jahren stattete die Firma Radhersteller wie Motobécane, Raleigh und Pinarello mit Komponenten aus. Laut Sheldon Brown war die Firma die Nummer 2 der japanischen Hersteller nach Shimano in Sachen Fahrradkurbeln. Die Sugino AT führte als erstes das Kettenblattmaß 110 mm/74 mm ein. Zusammen mit Suntour wurde Sakae Ringyo von der Firmengruppe Mori Kōgyō (Mory Industries) erworben und ging in SR Suntour auf.
Die Nachfolgefirma SR-Suntour stellt in Taiwan und der VR China günstigere Komponenten für den weltweiten Markt her.

## Bilder

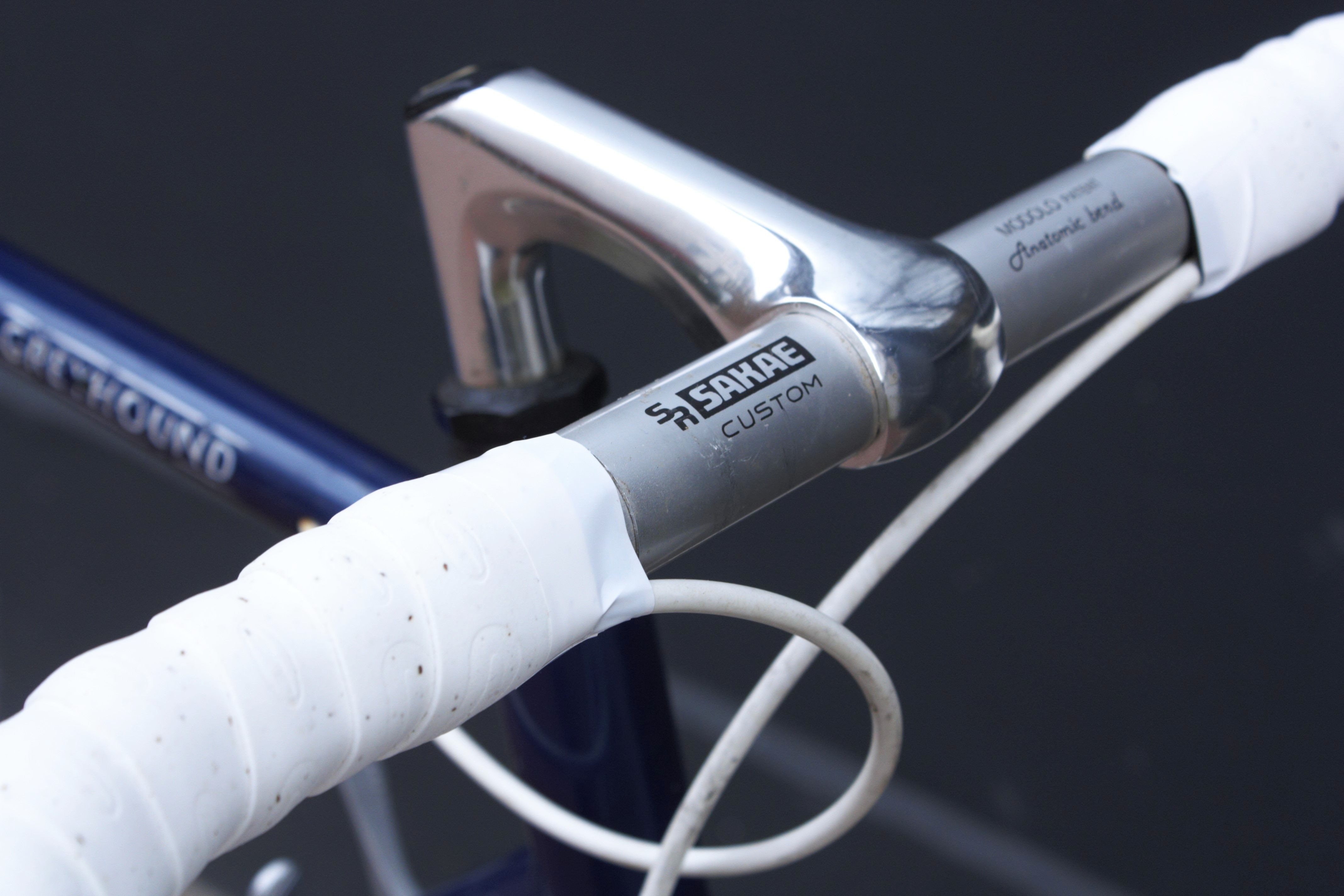
Sakae Anatomic Bend Rennradlenker
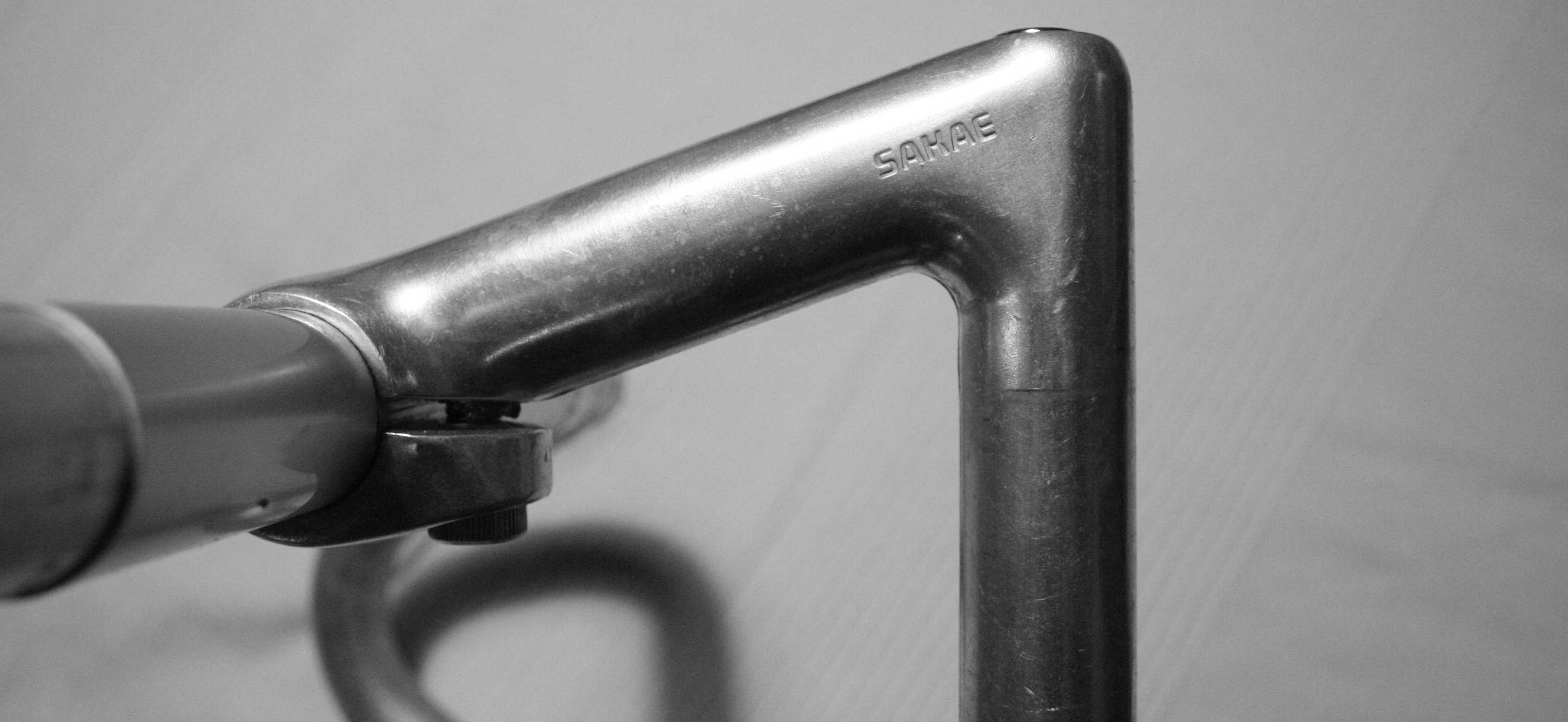
Sakae 1 Zoll Vorbau
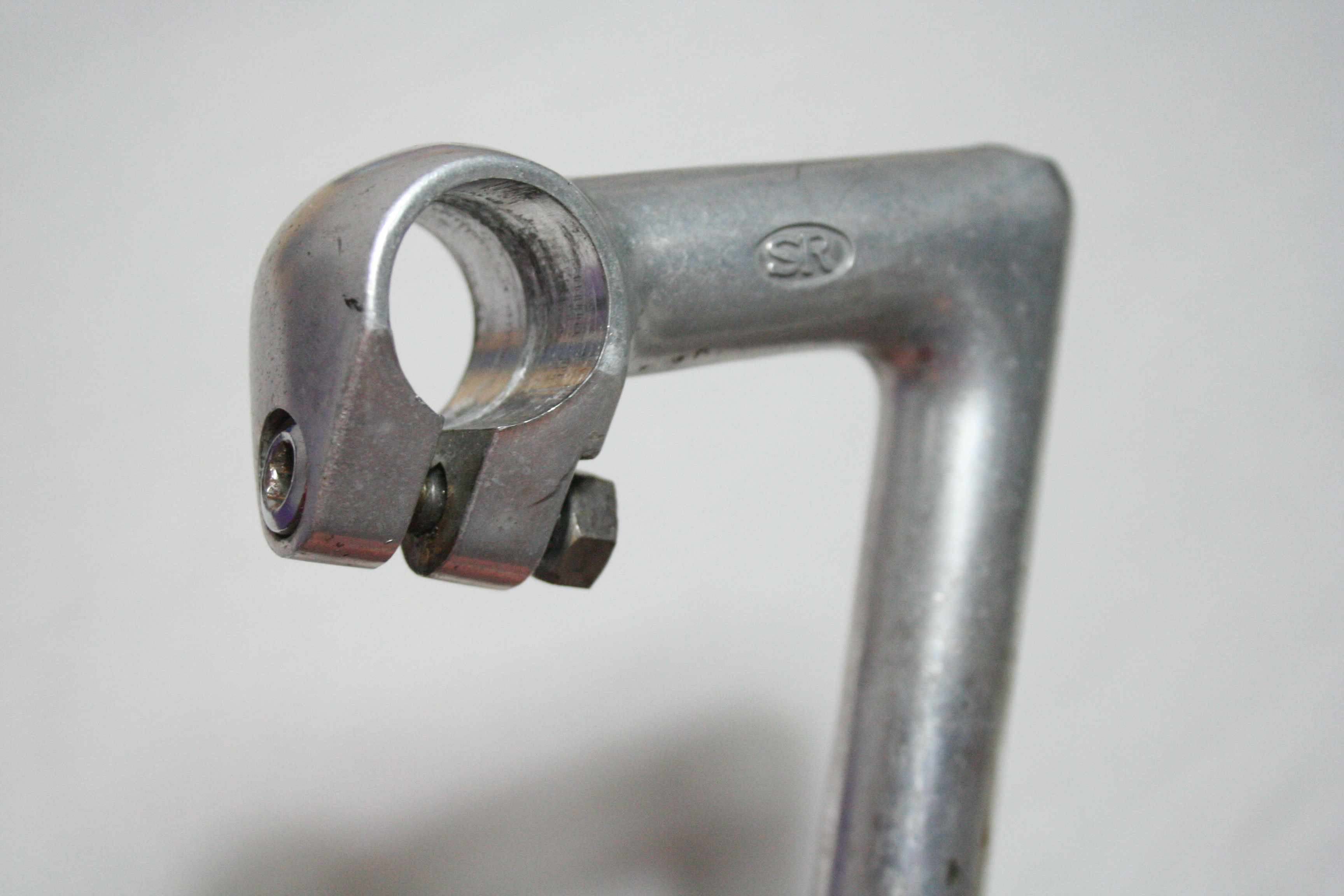
Sakae 1 Zoll 80mm Vorbau
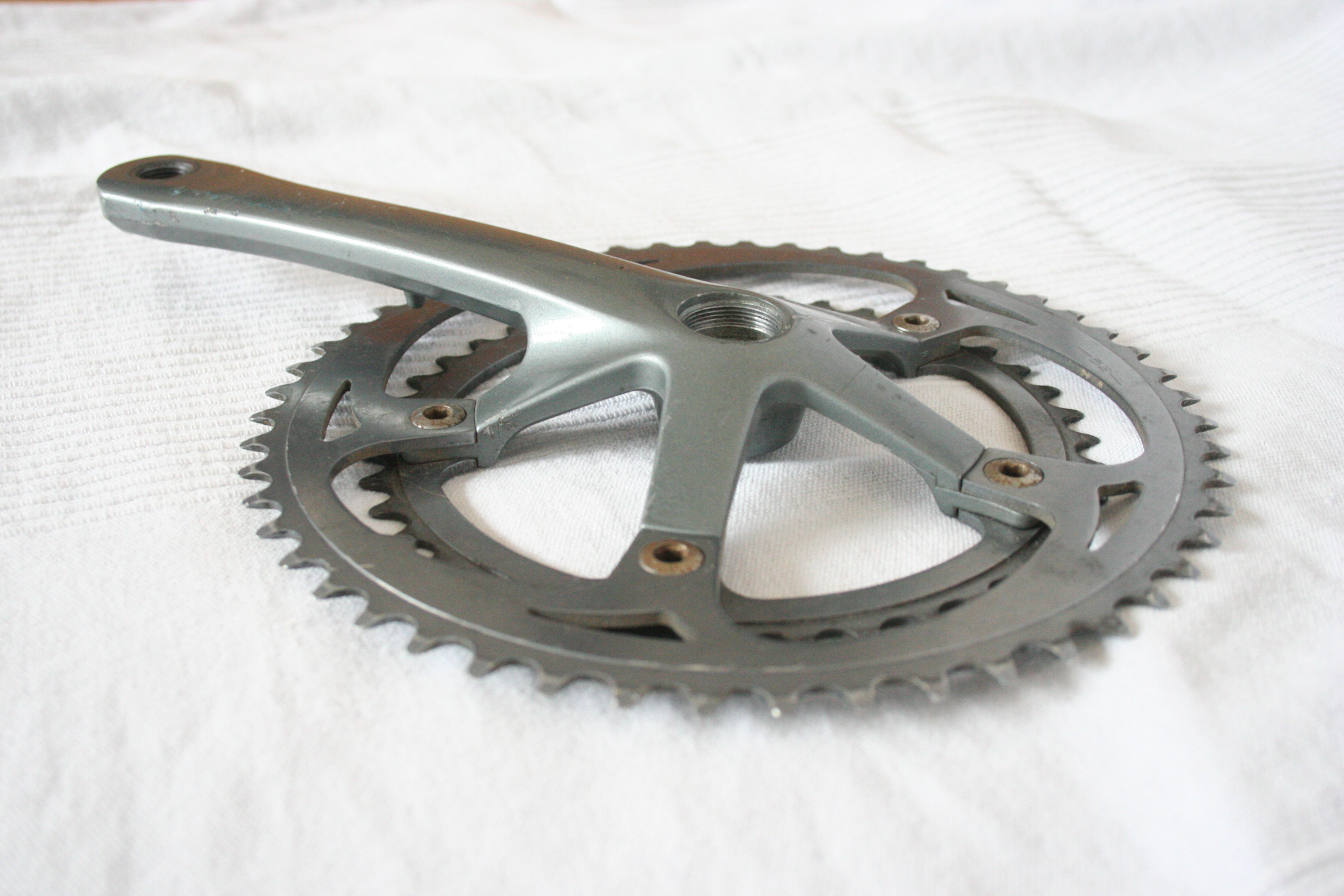
Sakae Kurbel 175mm